# Longueira/Almograve
Longueira/Almograve ist ein Ort und eine Gemeinde (freguesia) im Alentejo in Portugal im Kreis von Odemira mit einer Fläche von 91,7 km² und 2334 Einwohnern (Stand 19. April 2021). Dies entspricht einer Bevölkerungsdichte von 25,5 Einw./km².  Die Gemeinde wurde am 12. Juni 2001 durch eine Herauslösung aus der Gemeinde  São Salvador gegründet.